# Duane Washington Jr.
Duane Eddy Washington Jr. (Frankfurt, Alemania, 24 de marzo de 2000) es un jugador de baloncesto estadounidense que pertenece a la plantilla del KK Partizan de la ABA Liga y Euroliga. Con 1,88 metros de estatura, juega en la posición de base o escolta. Es hijo del que también fuera jugador profesional Duane Washington y sobrino del también exjugador Derek Fisher.

## Trayectoria deportiva

### Universidad

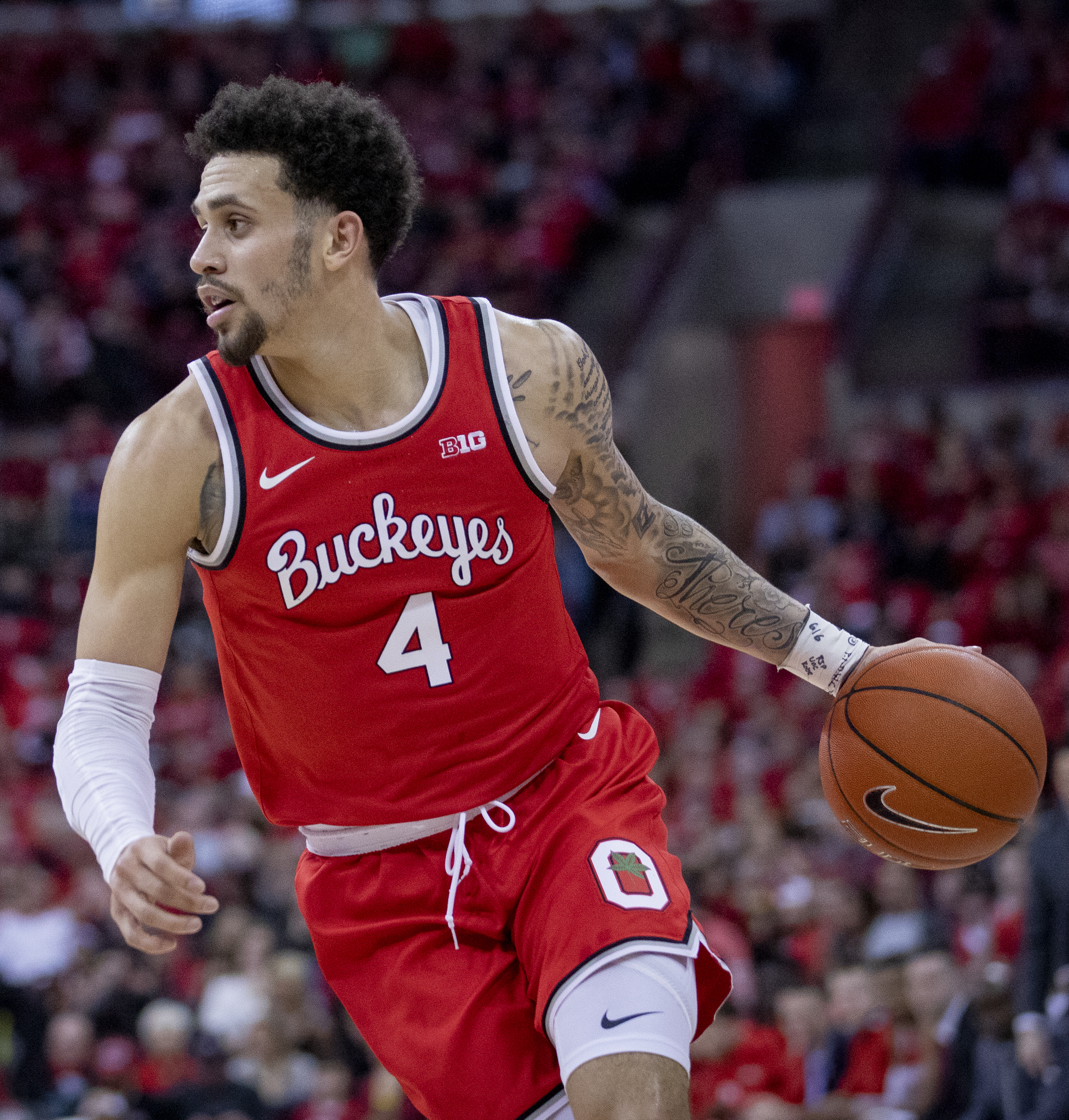
Duane Washington Jr. con Ohio State en 2020.

Jugó tres temporadas con los Buckeyes de la Universidad Estatal de Ohio, en las que promedió 11,4 puntos, 2,9 rebotes y 1,8 asistencias por partido. En su tercera temporada fue incluido por los entrenadores y la prensa especializada en el tercer mejor quinteto de la Big Ten Conference, después de promediar 16,4 puntos y 3,4 rebotes por encuentro.
El 31 de marzo de 2021, Washington se declaró elegible en el draft de la NBA de 2021, manteniendo inicialmente su elegibilidad universitaria. Sin embargo, el 29 de junio anunció que permanecería en el draft.

#### Estadísticas
| Año     | Equipo     | PJ | PT | MPP  | %TC  | %3P  | %TL  | RPP | APP | ROB | TPP | PPP  |
| ------- | ---------- | -- | -- | ---- | ---- | ---- | ---- | --- | --- | --- | --- | ---- |
| 2018–19 | Ohio State | 35 | 2  | 17.1 | .370 | .306 | .647 | 2.5 | 1.1 | .3  | .0  | 7.0  |
| 2019–20 | Ohio State | 28 | 15 | 24.9 | .403 | .393 | .833 | 2.8 | 1.4 | .4  | .1  | 11.5 |
| 2020–21 | Ohio State | 31 | 31 | 32.2 | .410 | .374 | .835 | 3.4 | 2.9 | .4  | .0  | 16.4 |
| Total   | Total      | 94 | 48 | 24.4 | .397 | .361 | .800 | 2.9 | 1.8 | .4  | .0  | 11.4 |

### Profesional
Tras no ser elegido en el Draft de la NBA de 2021, el 5 de agosto firmó un contrato dual con los Indiana Pacers, que le permite jugar además en su filial de la G League, los Fort Wayne Mad Ants. El 7 de abril de 2022, renueva con un contrato estándar con los Pacers.
En agosto de 2022 firma un contrato dual con Phoenix Suns. Tras 31 encuentros, el 1 de febrero de 2023 es cortado por los Suns. El 28 de febrero firma un contrato dual con New York Knicks, aunque no llega debutar esa temporada con los Knicks. A pesar de ello, renueva para la siguiente temporada. Fue cortado el 21 de octubre. Tres días después firmó un nuevo contrato dual con los Knicks, pero fue de nuevo cortado el 27 de noviembre sin llegar a debutar con el primer equipo. El 3 de enero de 2024 firmó otro contrato dual con los Knicks, pero solo disputó encuentros con el filial.
El 20 de agosto de 2024, Washington firmó contrato con el KK Partizan de la ABA Liga y Euroliga.

## Estadísticas de su carrera en la NBA

### Temporada regular
| Año     | Equipo  | PJ | PT | MPP  | %TC  | %3P  | %TL  | RPP | APP | ROB | TPP | PPP |
| ------- | ------- | -- | -- | ---- | ---- | ---- | ---- | --- | --- | --- | --- | --- |
| 2021-22 | Indiana | 48 | 7  | 20.2 | .405 | .377 | .754 | 1.7 | 1.8 | .5  | .1  | 9.9 |
| 2022-23 | Phoenix | 31 | 3  | 12.7 | .367 | .360 | .667 | 1.2 | 2.0 | .2  | .1  | 7.9 |
| Total   | Total   | 79 | 10 | 17.2 | .391 | .371 | .729 | 1.5 | 1.9 | .4  | .1  | 9.1 |